# Samuel Silverio Buitrago Trujillo
Samuel Silverio Buitrago Trujillo CM (ur. 21 czerwca 1930 w Manizales, zm. 11 kwietnia 1990) – kolumbijski duchowny rzymskokatolicki, lazarysta, biskup monteríański i arcybiskup popayáński.

## Biografia
Studiował teologię na Papieskim Uniwersytecie Świętego Tomasza z Akwinu w Rzymie. 22 grudnia 1956 otrzymał święcenia prezbiteriatu i został kapłanem Zgromadzenia Misji.
11 października 1968 papież Paweł VI mianował go biskupem pomocniczym archidiecezji Manizales oraz biskupem tytularnym Aquae Novae in Numidia. 7 grudnia 1968 przyjął sakrę biskupią z rąk arcybiskupa manizaleskiego Arturo Duque Villegasa. Współkonsekratorami byli arcybiskup Medellín Tulio Botero Salazar CM oraz biskup Pereiry Baltasar Álvarez Restrepo.
18 grudnia 1972 ten sam papież mianował go biskupem monteríańskim, natomiast 11 października 1976 przeniósł go na urząd arcybiskupa popayáńskiego.
Arcybiskupem popayáńskim był do śmierci 11 kwietnia 1990.